# Drulingen
Drulingen è un comune francese di 1 465 abitanti situato nel dipartimento del Basso Reno nella regione del Grand Est.

## Società

### Evoluzione demografica
Abitanti censiti